# Варданян, Вардуи Рубеновна
Вардуи Рубеновна Варданян (арм. Վարդուհի Ռուբենի Վարդանյան; 27 июня 1976, Ереван, Армения — 15 октября 2006, Севан, Гегаркуникская область) — армянская эстрадная певица.

## Образование
- 1993 — окончила музыкальную школу при Хоровом обществе Армении.
- 1994 — окончила Институт иностранных языков имени Валерия Брюсова.
- 2003 — окончила Ереванскую консерваторию имени Комитаса.

## Музыкальная карьера
- 1994 — вместе с ансамблем «Джаз-поп» участвовала в проходившем в Свердловске международном конкурсе и была удостоена «Гран-при».
- 1995 — работала в Государственном театре песни Армении.
- 1996 — участвовала в конкурсе молодых исполнителей «Ялта—Москва транзит», где была удостоена специального приза за лучшее исполнение.
- 1999 — была признана певицей года в Армении. В этом же году в Белоруссии на конкурсе «Золотой шлягер» она заняла 2-е место.
- 2000 — на конкурсе «Дискавери» в Болгарии получила «Гран-при» и была удостоена специального приза «Зрительских симпатий». В этом же году в Республике Македонии певица вновь получила «Гран-при».
- 2000 — приняла участие в международном конкурсе «Славянский базар», заняв второе место.
- 2001 — приняла участие в Международном конкурсе молодых исполнителей «Море друзей 2001» Ялта — Украина, где заняла второе место.

## Несчастный случай
Погибла 15 октября 2006 года в результате автокатастрофы на трассе Севан-Мартуни, Армения.

## Семья
Была замужем. Есть сын Рубен, родившийся в 1998 году.

## Избранная дискография

### Студийные альбомы
- Disarray (2003)
- Disarray (2006)

### Посмертные релизы
- Только Ты (2007)
- 13 песен, посвященных Вардуи Варданян (2008)
- Իմն ես (2011)